# Monica Ward

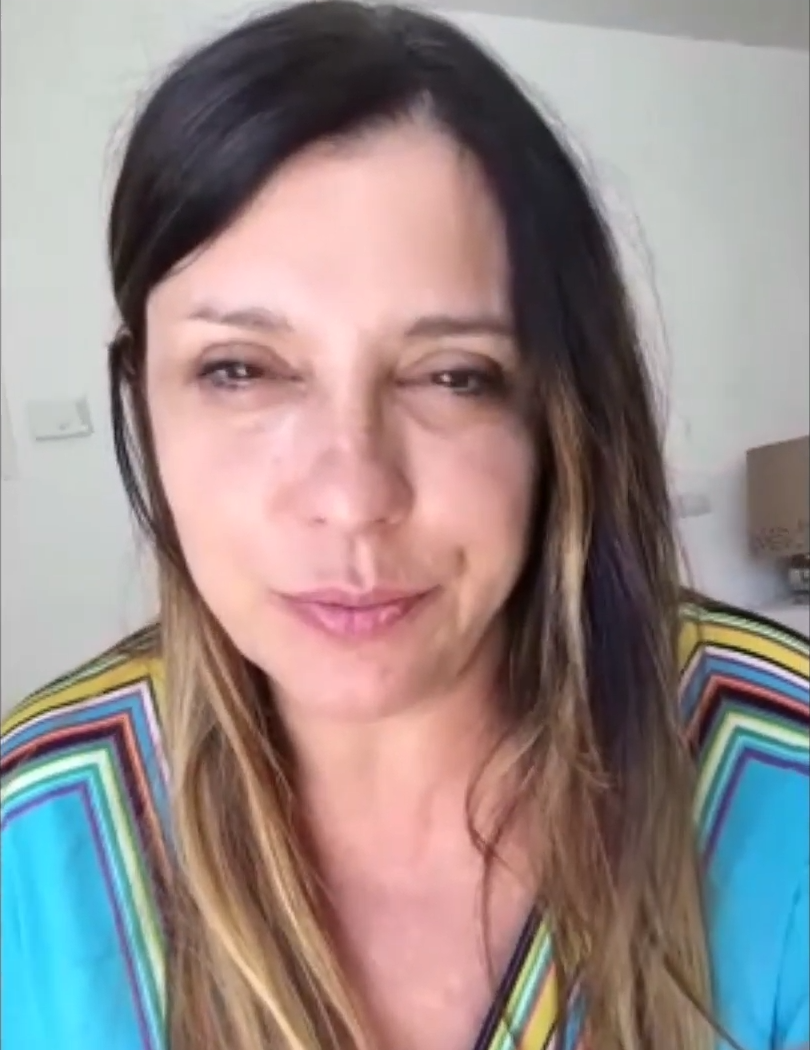
Monica Ward, 2020

Monica Ward (* 5. August 1965 in Rom) ist eine italienische Schauspielerin und Synchronsprecherin.

## Leben und Wirken
Monica Ward ist die Tochter des Schauspieler-Ehepaares Aleardo Ward (1915–1971) und Maresa Ward (1938–2014) und wuchs mit einer Schwester und einem Bruder, dem Schauspieler Luca Ward (* 1960), in Rom auf. Ihre Großmutter väterlicherseits ist die Schauspielerin Jone Romano (1898–1979) und ihr Stiefgroßvater war der Schauspieler Carlo Romano. Ihre Urgroßeltern väterlicherseits stammen aus den USA.
Nach ihrem Schulabschluss absolvierte sie in Rom eine professionelle Schauspielausbildung. Sie steht seit 1991 als Schauspielerin in mehreren Filmen und Fernsehserien vor der Kamera.
Ward ist zudem umfangreich als Synchronsprecherin aktiv. Seit Anfang der 1990er-Jahre ist sie die italienische Synchronstimme von Lisa Simpson in der Zeichentrickserie Die Simpsons sowie auch in Die Simpsons – Der Film. Daneben synchronisierte sie zahlreiche Figuren in Animationsfilmen und Zeichentrickfilmen in italienischer Sprache, wie beispielsweise in South Park, Powerpuff Girls, Looney Tunes oder Pocahontas. Zudem ist sie die italienische Stammsprecherin von Poppy Montgomery und Candace Cameron Bure.
Ward lebt in Rom. Sie ist geschieden und hat eine Tochter und einen Sohn.

## Filmografie (Auswahl)
- 1991: Voci dal profondo
- 2006–2007: Rat Man (Fernsehserie)
- 2007: 7 km da Gerusalemme
- 2008: Carabinieri (Fernsehserie)
- 2010: Nauta
- 2012: Niccolo Machiavelli il Principe della Politica (Kurzfilm)
- 2015–2017: Un posto Al Sole (Fernsehserie, 90 Folgen)
- 2018: Fuori Onda (Mini-Serie)